# Bandile Mdlalose
Bandile Mdlalose là tổng thư ký của phong trào Nam Phicủa các shackdwellers Abahlali baseMjondolo. Cô hiện là Chủ tịch của Phong trào Công lý Cộng đồng, hoạt động tại một số khu định cư không chính thức của Gauteng và KwaZulu Natal.
Cô là thành viên Ủy ban Công tác Quốc gia của Mặt trận Thống nhất, được bầu vào tháng 12 năm 2014. Cô được liệt kê trong Sách Phụ nữ Thư & Người giám hộ năm 2012  và được coi là một trong 20 thanh niên hàng đầu của Nam Phi năm 2013.

## Bị bắt giữ năm 2013
Vào tháng 10 năm 2013, Bandile Mdlalose đã bị bắt vì tội bạo hành công khai tại vùng đất Marikana ở Durban. Vụ bắt giữ đã gây tranh cãi khi Abahlali căn cứMjondolo và các nhà bình luận dán nhãn cho vụ bắt giữ là động cơ chính trị và không có đạo đức.
Cô bị bắt vì thể hiện tình đoàn kết với một gia đình có con bị giết trong các cuộc biểu tình. Cô bị giữ tại đồn cảnh sát Cato Manor, các nhóm như Tổ chức Ân xá Quốc tế và Chiến tranh kêu gọi để cô được thả ra.
Cô gặp khó khăn trong việc xin bảo lãnh nhưng cuối cùng được cấp bảo lãnh R5.000 với điều kiện cô không trở lại Cato Crest.

## Tư tưởng
Bandile Mdlalose đã viết rằng người Nam Phi "sống trong nhà tù dân chủ" vì nền dân chủ gửi cảnh sát và an ninh tư nhân để đuổi người nghèo và "đập tan" cuộc đấu tranh của họ. Cô cũng đã viết một bài báo sau khi bị bắt có tên là "Bảy ngày trong tù".